# Bompietro
Bompietro (Bompietru in siciliano) è un comune italiano di 1 141 abitanti della città metropolitana di Palermo in Sicilia.

## Geografia fisica

### Clima
| Bompietro           | Mesi | Mesi | Mesi | Mesi | Mesi | Mesi | Mesi | Mesi | Mesi | Mesi | Mesi | Mesi | Stagioni | Stagioni | Stagioni | Stagioni | Anno |
| Bompietro           | Gen  | Feb  | Mar  | Apr  | Mag  | Giu  | Lug  | Ago  | Set  | Ott  | Nov  | Dic  | Inv      | Pri      | Est      | Aut      | Anno |
| ------------------- | ---- | ---- | ---- | ---- | ---- | ---- | ---- | ---- | ---- | ---- | ---- | ---- | -------- | -------- | -------- | -------- | ---- |
| T. max. media (°C)  | 8,7  | 9,4  | 11,1 | 13,9 | 19,1 | 23,9 | 26,9 | 27,1 | 23,3 | 18,0 | 13,8 | 10,2 | 9,4      | 14,7     | 26,0     | 18,4     | 17,1 |
| T. min. media (°C)  | 4,1  | 4,0  | 5,3  | 7,5  | 11,4 | 15,6 | 18,4 | 18,9 | 16,2 | 12,1 | 8,5  | 5,8  | 4,6      | 8,1      | 17,6     | 12,3     | 10,6 |
| Precipitazioni (mm) | 62   | 49   | 45   | 36   | 24   | 9    | 8    | 15   | 37   | 74   | 65   | 63   | 174      | 105      | 32       | 176      | 487  |

## Storia
A conclusione della guerra dei Vespri Siciliani (31 marzo 1282-1302) la Sicilia fu assoggettata agli spagnoli i quali, perpetuando il sistema feudale, la divisero in vari ducati.
Alla famiglia spagnola dei Ferrandina nel 1400 fu donato, con molti altri feudi, il territorio di Bompietro. I Ferrandina cedevano le terre ai contadini perché le bonificassero e per loro fecero costruire una piccola chiesa cui donarono in dote il feudo di "Donna Morosa". I contadini, a quei tempi, abitavano in grotte scavate nel terreno arenario (se ne vedono ancora oggi alcune in Contrada Salerna). Verso il 1500 i contadini cominciarono a fabbricare le prime case sui terreni che lavoravano e di cui erano divenuti proprietari. Sorsero così le frazioni di cui si compone il Comune. Ogni frazione porta, in genere, il nome della prima famiglia che vi pose sede stabile.
Piraino, probabilmente, porta il nome di un pero selvatico diffuso in quei paraggi. La borgata più antica è Guarraia.
"Bompietro" è il nome del quartiere centrale sorto attorno alla chiesa e che a lungo fu chiamato "Borgata Chiesa". La prima strada principale fu via Madre Chiesa.
È incerto se il nome "Bompietro" sia derivato da un certo Pietro, uomo particolarmente buono che abitava a Guarraia, o dal quadro dei SS. Pietro e Paolo che si trovava sull'altare della chiesetta e che "si dice" sia stato donato dai Sopranesi.
La Chiesa Madre fu ricostruita e ingrandita, con la collaborazione di tutti, nel 1790, come attesta l'iscrizione presente in presbiterio sopra l'altare: ″DABO GRATIAM POPULO HUIC EX. 3,21 1790″. Il cartiglio riporta la citazione da Esodo 3,21: "Farò sì che questo popolo trovi grazia" .
La pietra, utilizzata per la costruzione della chiesa fu trasportata da Geragello e da Chiarisi, facendone trascinare da buoi i massi appositamente forati e legati con catene.
La campana grande, che apparteneva al monastero di Montevergini di Palermo, fu trasportata a spalla da Villalba.
Per lungo tempo la chiesa fu cappellania della parrocchia di Petralia Soprana. Fu costituita in parrocchia da papa Gregorio XVI, con bolla del 20 maggio 1844, entrata in vigore il 12 luglio dello stesso anno.
Primo parroco fu don Gioacchino Mazzola da Castelbuono. Le parrocchie nel 1818 passarono dall'arcidiocesi di Messina alla diocesi di Nicosia e nel 1842 a quella di Cefalù.
Il campanile fu eretto nel 1900 dai Pollara di Petralia Sottana.
L'arciprete Vincenzo Grippolidi provvide a far rinnovare il pavimento rimuovendone le sepolture sottostanti e facendo erigere l'artistico pulpito in legno nel 1916. A metà degli anni sessanta il pavimento della chiesa fu rifatto in "botticino" e fu modificato il presbiterio togliendone l'inferriata che lo circondava.
Amministrativamente Bompietro fu borgata del comune di Petralia Soprana fino al 1820. I primi atti amministrativi archiviati risalgono al 1875, ma l'ufficio di stato civile funzionava già dal 1º gennaio 1820. Il primo bambino registrato fu Giachino Giuseppe Pepe nato il 12 gennaio 1820. Il primo sindaco fu Giuseppe Antonio Santo.

### Simboli
Lo stemma e il gonfalone sono stati concessi con DPR del 6 novembre 1996.
Il gonfalone è un drappo di azzurro.

## Monumenti e luoghi d'interesse

### Architetture religiose
- Chiesa Madre dei Ss. Apostoli Pietro e Paolo (Bompietro)
- Chiesa della Santa Croce (Bompietro)
- Chiesa della Sacra Famiglia (Locati)
- Chiesa di Maria Santissima del Rosario (Locati)

## Società

### Evoluzione demografica
Abitanti censiti

## Cultura

### Musei

#### M.A.V. Museo Archeologico Virtuale
A spasso nel tempo con il Museo di Archeologica Virtuale (MAV). Un viaggio tra realtà e immaginazione, per rivivere cinquemila anni di storia archeologica delle Madonie e rendere visitabili, virtualmente, siti archeologici oggi non fruibili per colpa delle condizioni geomorfologiche e principalmente far comprendere ai più piccini, giocando, l'archeologia e la storia delle Madonie.

### Eventi

#### Festa patronale di Maria Santissima delle Grazie
La festa patronale di Maria Santissima delle Grazie si celebra a Bompietro piccolo paese nella città metropolitana di Palermo, il 25 e il 26 di agosto. La festa è preceduta dalla tradizionale quindicina, in cui viene portata in processione dalle donne, su una piccola vara, la statua della Madonna delle Grazie, che per quindici giorni percorre e tocca i vari quartieri del piccolo centro e viene ospitata nelle case dei fedeli, con la recita della Coroncina e del Santo Rosario e a seguire la santa messa. Il giorno 25 agosto "Vigilia della Festa" lo splendido simulacro della Madre delle Grazie viene portato in processione per le vie principali del suggestivo paesino, con la presenza delle numerose confraternite e delle autorità civili e religiose, insieme al pregevole simulacro ligneo del patriarca San Giuseppe, che gode di una profonda devozione e in egual modo del simulacro del Santissimo Crocifisso. Momento commovente e conclusivo della processione vigiliare è il rientro delle statue in chiesa madre. Il 26 agosto, giorno della festa si svolge nuovamente la solenne processione della Madonna, in cui il simulacro percorre la maggior parte delle vie cittadine tra la commozione e le preghiere dei fedeli. Vari gli intrattenimenti e le manifestazioni, con giochi pirotecnici, banda musicale e spettacoli.
- Festa in onore di San Giuseppe - 3ª domenica di maggio
- Festa in onore del Santissimo Crocifisso -  1ª domenica di luglio
- Festa in onore di San Giuseppe  (Locati) - 1º maggio
- Festa in onore di Maria Santissima del Rosario (Locati) - 1ª domenica di agosto
- Festa in onore del Santissimo Crocifisso (Locati) -  1ª domenica di settembre

#### Festa dell'Autunno
Si svolge l'ultimo sabato e domenica di settembre, momento molto caro ed aspettato dalla comunità bompietrina. In quei giorni vi è la degustazione di prodotti tipici locali, gruppi folkloristici e sfilate equestri.

#### Festa degli Emigranti
La festa degli emigranti si svolge a Bompietro ogni anno, rigorosamente il 23 agosto, nei giorni antecedenti la festa patronale. Momento gioioso di incontro e di ritrovo per tutti gli emigrati sparsi nel mondo. Particolarità di questa festa è la degustazione di prodotti tipici locali, tra cui fave, formaggi e dolci di ogni tipo.

## Geografia antropica

### Frazioni
L'unica frazione è Locati, sede, un tempo, di un carcere.
L'origine di Locati, all'epoca territorio della Contea di Collesano, è alquanto incerta.
Le prime notizie storiografiche risalgono alla conclusione della guerra dei Vespri allorquando la Sicilia fu assoggettata agli Spagnoli, in particolare alla famiglia dei Ferrandina, che fece di Collesano una contea autonoma il cui territorio si espandeva dal fiume Roccella fino all'Himera meridionale e l'odierna Locati segnava il punto di confine con il territorio di Petralia Sovrana e L'Alimena.
Notizie storiche riportano che Caterina Moncada moglie di Giuseppe Federico Alvarez Toledo duca di Ferrandina e marchese di Villafranca, figlia di Ferdinando Aragon Moncada y Moncada e nipote di Luigi Guglielmo Moncada il quale fu Presidente del Regno dal 1635 al 1637, Viceré di Sardegna nel 1647, Viceré di Valenza nel 1657; Commendatore di Belvis della Sierra, tre volte Grande di Spagna, generale della Cavalleria del Regno di Napoli e maggiordomo maggiore di re Carlo, dopo la morte del padre Ferdinando, avvenuta nel 1713, venne in incognito a Locati per verificare l'efficienza della gendarmeria doganale e, vedendo che il territorio intorno era tutto acquitrinoso e non coltivabile ne donò ai poveri alcune parti. Quella terra incoltivabile, priva di alberi e di case venne bonificata apportando migliorie fondiarie e quindi urbanizzata. Il ricordo della sua azione in favore delle popolazioni locali è tuttora menzionato nella denominazione di una via in suo onore: via Ferrandina, mai modificata da allora.
Proprio per la sua posizione di frontiera, Locati era posto di dogana dove le merci venivano controllate e veniva pagato il dazio necessario per transitare sul proprio territorio attraverso la regia trazzera Catina-Thermae, da Enna a Termini Imerese, che scendendo dall'Imera Meridionale sfruttando i valloni Gangitano e Passo di Mattina, raggiungeva Alimena transitando a Nord del Castello di Resuttano. La trazzera diretta a Catania "di Passo della Mattina" e "di Sagnefere", era adoperata come grande via di comunicazione tra i paesi della fascia pedemontana delle Madonie. La trazzera attualmente è denominata via Rampanti.
Particolare importanza per la nascita e lo sviluppo di Locati ebbe la costruzione di un carcere, di cui esiste tuttora la medesima via, sia perché nei suoi dintorni vennero costruiti i primi insediamenti rurali, come residenze per le maestranze e le guarnigioni che per il sorgere di locande che offrivano ospitalità e ristoro a viandanti e animali che vi sostavano prima di riprendere il loro viaggio.
Tale sosta era di fondamentale importanza e si rendeva indispensabile non solo perché la presenza della guarnigione rendeva il luogo sicuro per custodirne le merci ma anche per evitare di attraversare, nelle ore notturne, un luogo detto maluppassu, Mal Passo, in cui i briganti dell'epoca tendevano vere e proprie imboscate ai passanti derubandoli dei beni che trasportavano.
Cominciò così a sorgere un vero aggregato rurale, i primi insediamenti nascono nella parte a sud del paese e la via più antica è il largo Bisicchia larga appena 1 metro e lunga poco meno di 5.
Proprio allocare è tuttora considerato come il più attendibile derivante della denominazione Locati che a quell'epoca si soleva chiamare E Lucati cioè "Gli Allocati" e oggi Locati.

## Economia
Laborioso centro agricolo, oltre ai cereali e al grano, si distingue per la produzione di prodotti quali olio di oliva, legumi, frutta, mandorle e uva da mosto.
Molto diffuso è anche l'allevamento di bestiame.

## Amministrazione
Di seguito è presentata una tabella relativa alle amministrazioni che si sono succedute in questo comune.
| Periodo          | Periodo          | Primo cittadino      | Partito                            | Carica              | Note  |
| ---------------- | ---------------- | -------------------- | ---------------------------------- | ------------------- | ----- |
| 29 giugno 1989   | 5 luglio 1991    | Calogero Scalone     | Democrazia Cristiana               | Sindaco             | [ 8 ] |
| 5 luglio 1991    | 5 dicembre 1993  | Giuseppe Termine     | Partito Democratico della Sinistra | Sindaco             | [ 8 ] |
| 6 dicembre 1993  | 1º dicembre 1997 | Giuseppe Geraci      | lista civica                       | Sindaco             | [ 8 ] |
| 1º dicembre 1997 | 28 maggio 2002   | Giuseppe Geraci      | lista civica                       | Sindaco             | [ 8 ] |
| 8 ottobre 1998   | 28 maggio 2002   | Rosolino Greco       |                                    | Comm. straordinario | [ 8 ] |
| 28 maggio 2002   | 21 dicembre 2003 | Paolo Pietro Brucato | lista civica                       | Sindaco             | [ 8 ] |
| 15 giugno 2004   | 8 giugno 2009    | Francesco Alleri     | lista civica                       | Sindaco             | [ 8 ] |
| 8 giugno 2009    | 27 maggio 2014   | Luciano Di Gangi     | lista civica                       | Sindaco             | [ 8 ] |
| 27 maggio 2014   | 28 aprile 2019   | Luciano Di Gangi     | lista civica                       | Sindaco             | [ 8 ] |
| 28 aprile 2019   | in carica        | Pier Calogero D'Anna | lista civica                       | Sindaco             | [ 8 ] |